# Adriaan Paulen
Adriaan « Adje » Paulen (né le 12 octobre 1902 à Haarlem et mort le 9 mai 1985 à Eindhoven) est un athlète et dirigeant sportif néerlandais. Il fut détenteur du record du monde du 500 mètres. Licencié à l'AV Haarlem, il mesure 1,84 m pour 78 kg.

## Biographie

### Carrière athlétique
Athlète de haut niveau sur 400 et 800 mètres de 1917 à 1931, disciplines dans lesquelles il gagne les championnats des Pays-Bas, il remporte les Jeux mondiaux universitaires d'été de 1923 et établit le record du monde du 500 m en 1924 lors des Bislett Games (1 min 03 s 8). Il participe à trois Jeux olympiques consécutifs de 1920 à 1928 et obtient son meilleur résultat lors des Jeux de 1920 en se classant septième de l'épreuve du 800 mètres.

### Carrière de dirigeant sportif
Durant la Seconde Guerre mondiale, Adriaan Paulen participe à la Résistance intérieure aux Pays-Bas. Il est fait colonel dans l’armée américaine et préside dès la fin de la guerre, en 1946, l'Union royale néerlandaise d'athlétisme jusqu'en 1964. En 1965, il obtient le poste de directeur dans le Comité national olympique néerlandais et quitte le poste en 1970 pour présider l'Association européenne d'athlétisme. Gravissant le dernier échelon des fédérations en athlétisme en 1976, il est élu troisième président de l'Association internationale des fédérations d'athlétisme (IAAF), succédant au Britannique David Burghley. Il est remplacé par Primo Nebiolo en 1981 et décède 4 ans plus tard. En sa mémoire, les Fanny Blankers-Koen Games furent renommés Adriaan Paulen Memorial (APM) entre 1987 et 2000.

## Distinctions
- Officier de l'ordre d'Orange-Nassau